# Dyspessa kabylaria
Dyspessa kabylaria is een vlinder uit de familie houtboorders (Cossidae). De wetenschappelijke naam van deze soort is voor het eerst geldig gepubliceerd in 1906 door Bang-Haas, A..
De soort komt voor in tropisch Afrika.